# Hellsøyna
Hellsøyna est une île norvégienne du comté de Vestland appartenant administrativement à Fedje.

## Description
Rocheuse et couverte d'une légère végétation, elle s'étend sur environ 505 m de longueur pour une largeur approximative de 266 m.